# Mary Kenney O'Sullivan
Pour les articles homonymes, voir O'Sullivan.
Mary Kenney O'Sullivan, née Mary Kenney  le 8 janvier 1864 à Hannibal dans l'État du Missouri et morte le 18 janvier 1943 à Medford dans l'État du Massachusetts, est une leader syndicale, réformatrice sociale américaine, connue pour avoir consacré sa vie à l’amélioration des conditions de travail des ouvriers au sein des industries.
En 1892, Mary Kenney O'Sullivan est la première femme à être nommée dans l’équipe dirigeante de l'American Federation of Labor ou AFL.
Elle est une des fondatrices de la Women's Trade Union League où elle est élue successivement secrétaire générale (1903-1906), trésorière (1907-1908) et vice-présidente (1909-1911).
Mary Kenney O'Sullivan a travaillé en tant qu'inspectrice du travail pour le Conseil national du travail et de l'industrie de l'État du Massachusetts de 1914 à 1934.
Mary Kenney O'Sullivan est également connue pour être une suffragiste plaidant pour le droit de vote des femmes aux États-Unis et une pacifiste.

## Biographie

### Jeunesse et formation
Mary Kenney est la seconde fille et la troisième des quatre enfants de Michael Kenney et de Mary Kelly Kenney. Ses deux parents viennent d'Irlande, ils se sont installés aux États-Unis au début des années 1850. Ils se sont mariés à Concord dans l'État du New Hampshire. Une fois mariés, ils posent leur candidature auprès des chantiers ferroviaires où ils sont acceptés, Michael Kenney comme contremaître, Mary Kenney comme cuisinière. Le couple Kenney s'installe à Hannibal dans l'État du Missouri, en effet Michael Kenney prend la gérance d'un magasin de vente de machines nécessaires aux chantiers ferroviaires,.
La jeune Mary Kenney commence ses études primaires à l'âge de neuf ans dans une école religieuse d'Hannibal, à la suite de problèmes disciplinaires, elle poursuit sa scolarité à l'école publique d'Hannibal qu'elle termine à ses 14 ans,.

### Carrière

#### Les débuts
En 1878, Mary Kenney entre comme apprentie chez un tailleur. Son père meurt pendant cette période laissant la responsabilité de sa fille à prendre en charge sa mère en situation de handicap. Pour améliorer ses revenus, elle quitte son apprentissage pour travailler dans un atelier de reliure. Au bout de quatre ans, Mary Kenney y devient contremaître. Lorsque son entreprise ferme sa succursale d'Hannibal elle se rend à la maison mère située à  Keokuk dans l'État de l'Iowa. Mais au bout de quatre ans l'entreprise fait faillite à son tour,.

#### Chicago
En 1889, Mary Kenney part pour Chicago espérant y trouver des opportunités d'emploi. Après avoir travaillé pour divers ateliers de reliure, elle est prend conscience que les ouvrières doivent s’organiser pour obtenir de meilleurs horaires, meilleurs salaires et de meilleures conditions de travail,,.

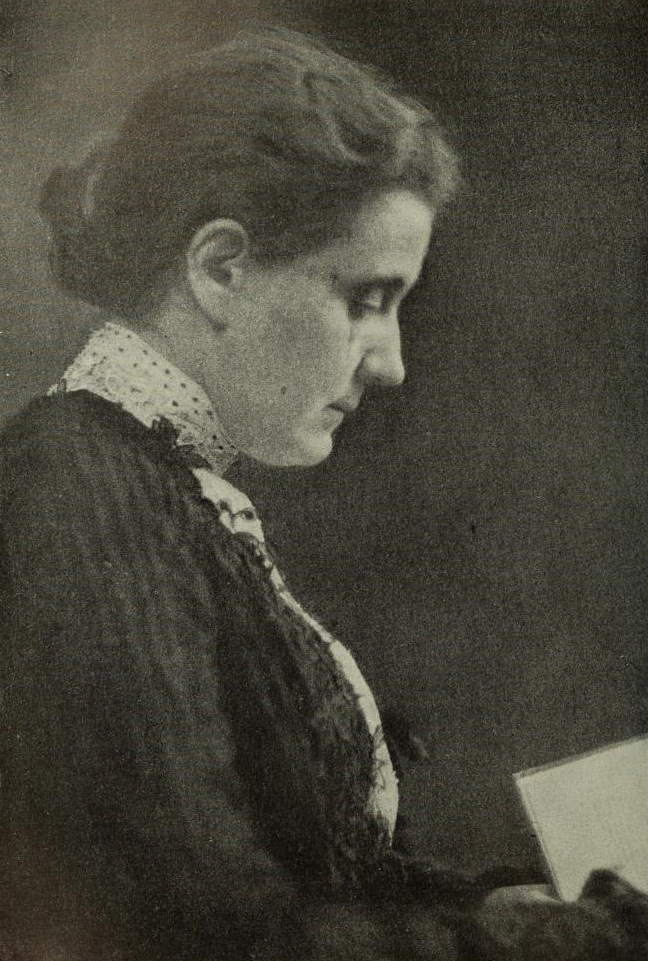
Jane Addams.

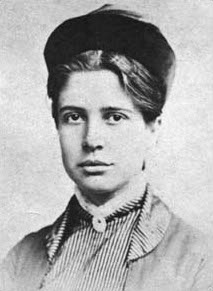
Florence Kelley.

Mary Kenney se renseigne quant aux possibilités pour les femmes de se syndiquer. Le seul groupe qui lui paraît fiable est la section locale de la Women's Federal Union. Ses capacités d'oratrices sont reconnues, aussi est-elle nommée pour représenter la Women's Federal Union auprès d'un meeting rassemblant les divers syndicats ouvriers de Chicago. Ses prises de paroles sont remarquées par Jane Addams, qui l'invite à la Hull House en 1891, dont elle devient une des résidentes. Elle s'y lie d’amitié  avec Florence Kelley et Alzina Stevens. Elle y a également l'occasion de rencontrer Samuel Gompers, le président de l'American Federation of Labor ou AFL,,,,.
En 1892, Samuel Gompers, repérant les capacités d’organisatrice de Mary Kenney, la nomme à l'American Federation of Labor chargée de l'organisation du syndicat. C'est première fois qu'une femme est nommée à ce poste,,.

#### L'American Federation of Labor
C'est dans le cadre de ses fonctions au sein de l'American Federation of Labor que Mary Kenney se rend à New York pour organiser les travailleurs du textile puis à Troy dans l'État de New York pour faire de même pour les ouvrières du secteur de la chemiserie. Puis durant l'été 1892, elle se rend à Boston dans l'État du Massachusetts sur la demande de Hannah Parker Kimball, la sœur de Mary Morton Kehew qui est en quête d'informations concernant le Settlement movement et la syndicalisation des femmes,.
En 1893, a lieu un conseil de l'American Federation of Labor qui prend ses distances vis à vis de la syndicalisation des femmes, voire s'en désintéresse et retire le mandat qu'elle a confié à Mary Kenney,
Pendant son séjour à Boston, Mary Kenney rencontre Jack, F. O'Sullivan, un journaliste du Boston Globe, après leur mariage en 1894, elle ajoute le nom de son époux au sien devenant ainsi Mary Kenney O'Sullivan,.

#### Retour à Chicago

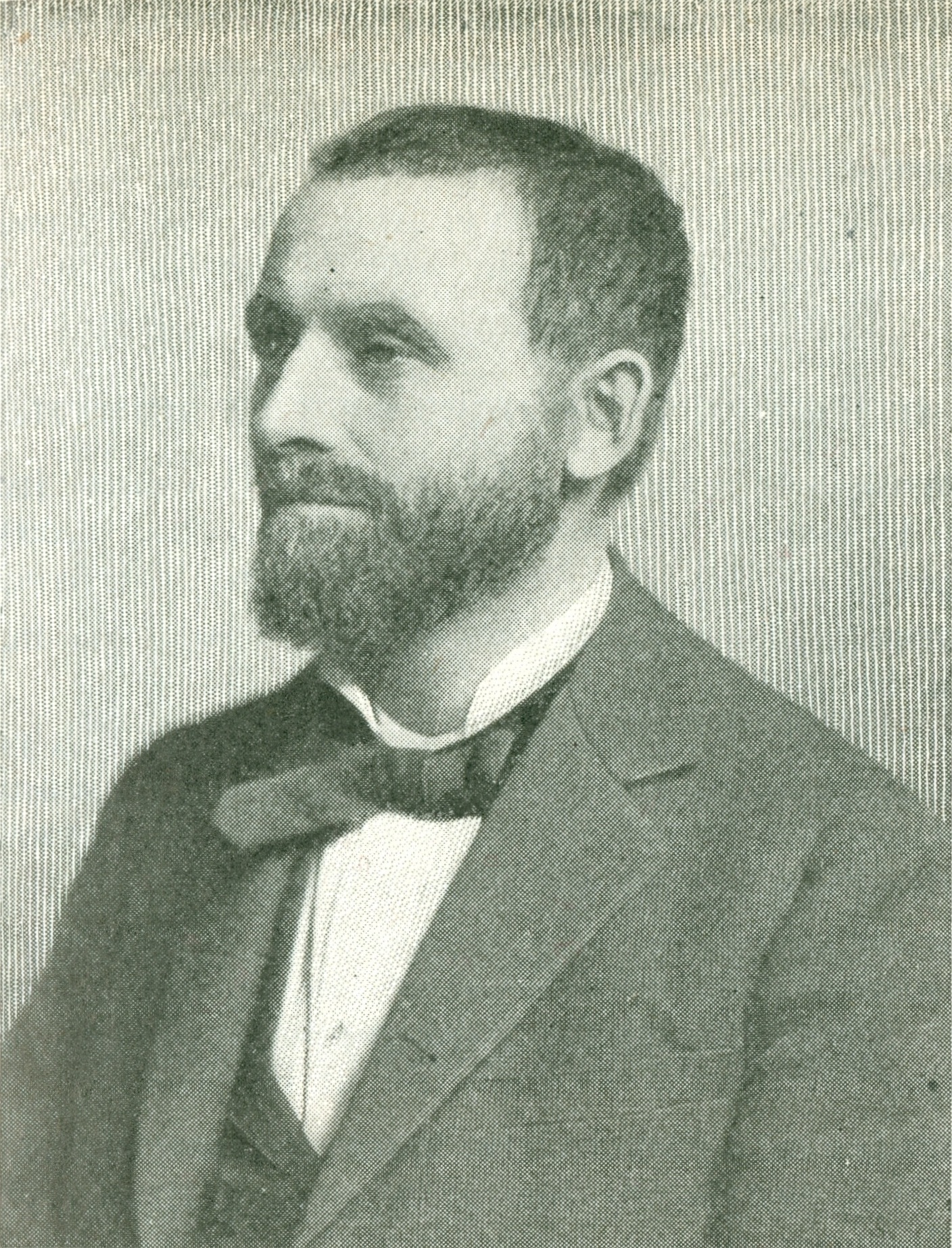
John Peter Altgeld.

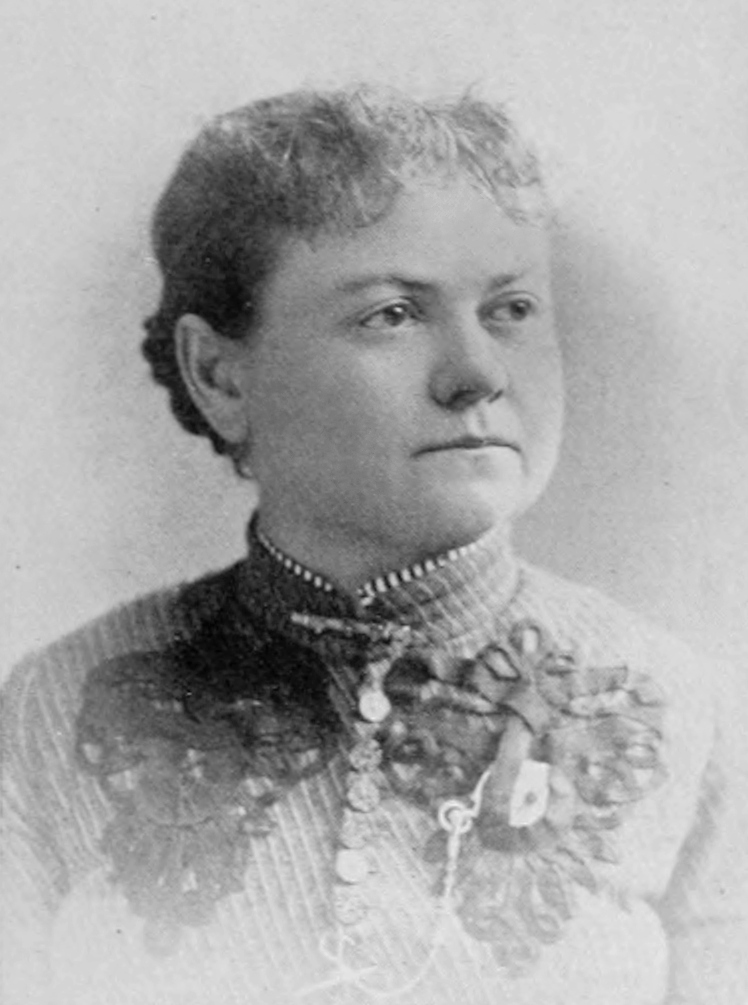
Alzina Stevens.

Anticipant la décision de l'American Federation of Labor, Mary Kenney retourne à Chicago en 1893 rejoindre les membres de la Hull House. Sa première action est de mener une action de lobbying réussie auprès du Capitole de l'État de l'Illinois à Springfield la capitale de l'Illinois afin que l'Assemblée générale de l'Illinois promulgue un loi qui réglemente le travail des femmes et des enfants en réduisant la durée du temps de travail journalier à 8 heures et créée un service d’inspection du travail. La loi promulguée, John Peter Altgeld le gouverneur de l'Illinois en exercice, nomme Florence Kelley à la tête du service d’inspection du travail, cette dernière recrute une équipe d'inspecteurs, parmi lesquels il y a Mary Kenney O'Sullivan et Alzina Stevens,,.
À la suite de la lecture de Pray you sir, whose daughter? de Helen H. Gardener, Mary Kenney O'Sullivan devient une militante du droit de vote des femmes, elle tente en vain de faire pression sur l'Assemblée générale de l'Illinois pour qu'elle promulgue un loi instaurant le droit de vote des femmes et détermine l'âge de l'exercice de ce droit.

#### Boston

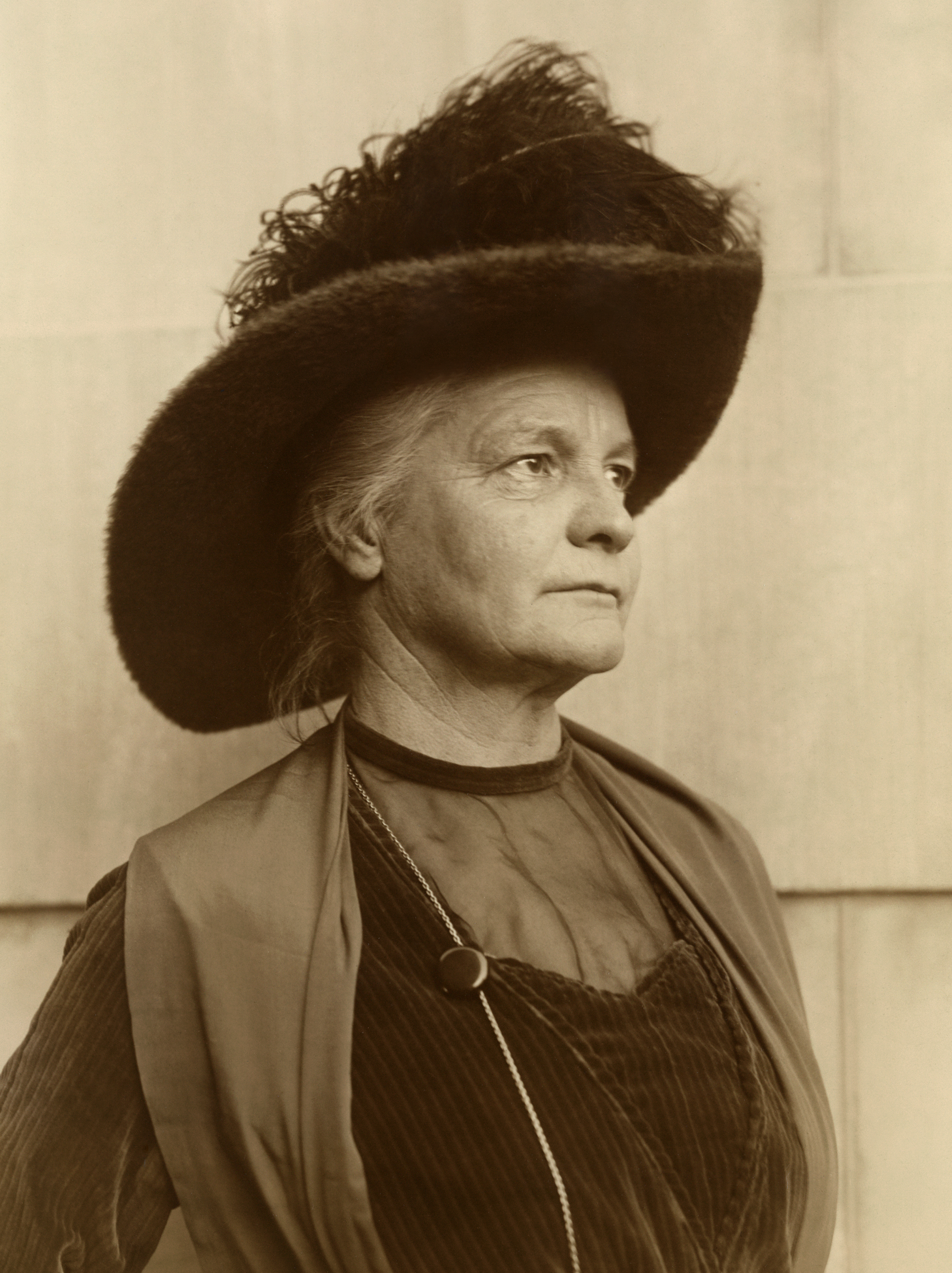
Photographie d'Elizabeth Glendower Evans prise en 1914.

Mary Kenney O'Sullivan et son époux s’installent à Boston. Dans un premier temps, sur l’invitation de Helena Dudley (en), ils résident à la Denison House (Boston) (en), une Settlement house fondée par Vida Dutton Scudder. Mary Kenney O'Sullivan y fait la connaissance de Fanny Baker Ames (en) qui lui expose la situation de la classe ouvrière de Boston, Puis avec l'appui de Mary Morton Kehew et le soutien de la Women's Educational and Industrial Union (en) fondée en 1877 par Harriet Clisby, Mary Kenney O'Sullivan aide les ouvrières du secteur du caoutchouc, de la blanchisserie, du vêtement à s'organiser en syndicats,.
En liaison avec la Denison House, Mary Kenney O'Sullivan organise un camp d'été pour des ouvrières à Winthrop dans le Massachusetts, le bâtiment où se tient ce camp est offert gracieusement par la réformatrice sociale Elizabeth Glendower Evans (en),.
Après la mort de son mari en 1902, Mary Kenney O'Sullivan se retrouve veuve avec trois enfants à charge. Pour subvenir aux besoins de sa famille elle accepte un emploi de gestionnaire d'immeubles,.

#### La Women's Trade Union League
Depuis 1892, Mary Kenney O'Sullivan a l'idée de la création d'un syndicat fédérant les syndicats d’ouvrières, Ce projet est partagé par Jane Addams, Lilian Wald, et le soutien de l'économiste William English Walling (en). Syndicat fondé sur le modèle de la Women's Trade Union League (Royaume-Uni). En 1903, la Women's Trade Union League est fondée lors de la convention annuelle de l'American Federation of Labor. À la première assemblée générale de la Women's Trade Union League, Mary Kenney O'Sullivan y est élue secrétaire générale, mandat qu'elle tient de 1903 à 1906, puis trésorière de 1907 à 1908 et enfin vice-présidente de 1909-1911,,,.

#### La Grève du textile à Lawrence

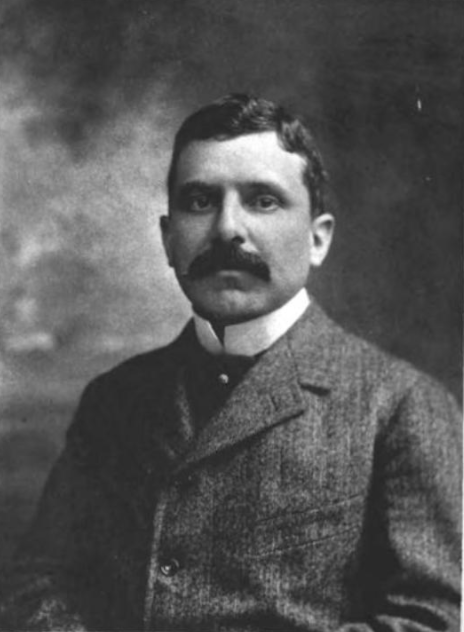
Photographie de William Madison Wood prise en 1916.

Le 11 janvier 1912 éclate la grève des ouvriers du textile de la ville de Lawrence dans l'État du Massachusetts. Ce mouvement est lancé par un groupe d'ouvrières polonaises qui apprennent que les propriétaires des usines de vêtements et de filature ont décidé des baisses de salaires en réponse à une loi promulguée par la Cour générale du Massachusetts qui, pour les femmes et les enfants, limite la durée hebdomadaire de travail à 54 heures,,.
Si le mouvement est soutenu par le syndicat l'Industrial Workers of the World, en revanche, il est désavoué par l'American Federation of Labor et par la section bostonienne de la Women's Trade Union League. Mary Kenney O'Sullivan veut garder sa liberté de parole et d'action aussi donne-t-elle sa démission de la Women's Trade Union League. Démission qui lui laisse les mains libres pour mener ses propres investigations, analyser et comprendre le pourquoi et le comment de cette grève. Elle contacte les responsables de l'Industrial Workers of the World qui composent le comité de grève. Elle présente un compte rendu de ses entretiens avec les représentants de l'Industrial Workers of the World auprès de la Cour générale du Massachusetts et l’industriel William Madison Wood (en) le dirigeant de l'American Woolen Company (en). Mary Kenney O'Sullivan montre le bien fondé de la grève et propose des voies de sortie de crise. Les diverses parties prenantes se mettent d'accord pour des augmentations substantielles des salaires, la rémunération des heures supplémentaires et l'abandon de toute poursuite judiciaire. La grève s'achève le 14 mars 1912,,.

#### L'inspectrice du travail
Le 4 novembre 1914, le Conseil national du travail et de l'industrie de l'État du Massachusetts nomme Mary Kenney O'Sullivan inspectrice du travail au sein de son équipe. Poste qu'elle tient jusqu'à sa retraite en 1934, malgré les fatigues des déplacements sur sites,,.

#### Derniers engagements
Durant toute sa vie Mary Kenney O'Sullivan est une défenseure infatigable du droit de vote des femmes. Pacifiste convaincue, dès l'entrée en guerre des États-Unis dans la Première Guerre mondiale, Mary Kenney O'Sullivan adhère à la Ligue internationale des femmes pour la paix et la liberté. En 1926, elle est membre de la délégation américaine qui se rend à Dublin assister à la conférence annuelle de la Ligue internationale des femmes pour la paix et la liberté,.

### Vie privée
Le 10 octobre 1894, Marie Kelley épouse John, dit Jack, F. O'Sullivan. le couple donne naissance à quatre enfants, Kenney qui meurt en bas âge, Mortimer, Roger et Mary Elizabeth,.
En septembre 1902, Jack, F. O'Sullivan se trompe de portière pour sortir d'un wagon, il est happé par un train, il meurt sur le coup.
À la fin de sa vie Mary Kenney O'Sullivan souffre d'athérosclérose causant des accidents vasculaires cérébraux, elle meurt d'un infarctus dans son domicile de Medford. Après les funérailles, elle est inhumée au Cimetière Saint-Joseph (West Roxbury, Massachusetts) (en) aux côtés de son mari, de son fils Kenney et de sa mère,.

## Pour approfondir
: document utilisé comme source pour la rédaction de cet article.

#### Notices dans des encyclopédies et manuels de références
- (en-US) Edward T. James, Notable American Women 1607-1950 : A Biographical Dictionary, vol. 2 : G-O, Cambridge, Massachusetts, Belknap Press of Harvard University Press (réimpr. 2014) (1re éd. 1971), 659 p. (ISBN 9780674288355, lire en ligne), p. 655-656. ,
- (en-US) Anne Commire & Deborah Klezmer (dir.), Women in World History : A Biographical Encyclopedia, vol. 12 : O - Q, Waterford, Connecticut, Yorkin Publications & Gale Cengage, 19 juin 2001, 879 p. (ISBN 9780787640712, lire en ligne), p. 181-183. ,

#### Biographie
- (en-US) Kathleen Banks Nutter, The Necessity of Organization : Mary Kenney O'Sullivan and Trade Unionism for Women, 1892-1912, New York, Routledge & Garland Publishing (réimpr. 1948, 1957, 1967, 1984) (1re éd. 1923), 240 p. (ISBN 9780815335054, OCLC 1039969901, lire en ligne),

#### Autres
- (en-US) Samuel Gompers, Seventy years of life and labor : an autobiography, Ithaca, état de New York, ILR Press (1re éd. 1925), 237 p. (ISBN 9780875461120, OCLC 1039969901, lire en ligne), p. 127-128. ,

### Sitologie de références
- (en-US) « Mary Kenney O’Sullivan : American labour leader », sur Britannica,